# Talal Al-Fadhel
Talal Al-Fadhel (11 agosto 1990) è un calciatore kuwaitiano, difensore del Kazma e della Nazionale kuwaitiana.

## Carriera

### Nazionale
Ha esordito in Nazionale nel 2012.